# Wilhelm Hentze
Wilhelm Hentze (14 de septiembre de 1793 - 9 de octubre de 1874) fue un botánico, paisajista alemán, y director de los Reales Jardines de Siebenbergen, bajo la tutela de Federico II de Hesse-Kassel.

## Biografía
Era hijo del jardinero jefe responsable de Wilhelmsthal Franz Carl Hentze, e inició su aprendizaje con el jardinero y arquitecto Sennholz en Wilhelmshöhe. Hacia 1830, diseña la "cascada" cuando fue su última ampliación del parque hacia el norte y parte del parque que el jardinero de palacio Hentze concibió como una etapa atractiva de paisaje de gran armonía.
Realizó frecuentes viajes de campo por el norte de Hesse, recogiendo raros arbustos nativos, y los plantó en lugares adecuados.
- La abreviatura «Hentze» se emplea para indicar a Wilhelm Hentze como autoridad en la descripción y clasificación científica de los vegetales.[3]